# Burgusio
Burgusio (Burgeis in tedesco) è la più grande frazione del comune italiano di Malles Venosta in Alto Adige. Ha 850 abitanti ed è situata a 1216 m sotto la montagna del Watles.
Fino al 1927 fu comune autonomo.

## Monumenti e luoghi d'interesse

### Architetture religiose
- Chiesa dell'Immacolata Concezione della Beata Maria Vergine.
- Abbazia di Monte Maria, monastero benedettino, eretto attorno al 1200.
- Sacrario militare di Passo Resia.

### Architetture militari
- Castello del Principe (Fürstenburg).